# Prosoplus rosselli
Prosoplus rosselli är en skalbaggsart som beskrevs av Stefan von Breuning 1982. Prosoplus rosselli ingår i släktet Prosoplus och familjen långhorningar. Inga underarter finns listade i Catalogue of Life.